# Sorry, good game

Sorry, good game (en français : « Désolé, bon match ») est une expression entrée dans la légende du rugby à XV en France. Employée par des joueurs anglais au moment de serrer la main de leurs adversaires malheureux à la fin du match, elle est perçue comme une gifle, cruellement ironique,. 

## Historique
L'habitude semble avoir été prise par l'ancien capitaine anglais Will Carling, au plus fort de la domination anglaise dans les crunchs des années 1990 (huit défaites consécutives pour l'équipe de France, de 1989 à 1995), de saluer ainsi après le coup de sifflet final son adversaire français, Philippe Saint-André,. 
Selon Will Carling, loin d'être ironique, la formule était au contraire l'expression de la peur et du respect qu'inspirait l'équipe de France. 
L'expression est régulièrement évoquée dans la presse pour illustrer les supposées rivalité et animosité entre les deux équipes.